# Syracuse, New York
Syracuse är en större stad i Onondaga County i den amerikanska delstaten New York med en yta av 66,3 kvadratkilometer och en befolkning som uppgår till cirka 145 000 invånare (2010). Samma år hade storstadsområdet 662 577 invånare. Syracuse är administrativ huvudort (county seat) i Onondaga County.
Syracuse, som är en centralort för ekonomi och utbildning i statens centrala delar, är belägen i ett slättlandskap ungefär 50 kilometer från Ontariosjön och ungefär mitt emellan Buffalo och delstatshuvudstaden Albany. Syracuse har ett tiotal stora arbetsgivare med vardera mer än 2 000 anställda. Den största är Syracuse University med 7 400 anställda.
Kända idrottslag från Syracuse är bland annat ishockeyklubben Syracuse Crunch, som spelar i AHL samt är farmarlag till NHL-klubben Tampa Bay Lightning.

## Kända personer från Syracuse
- Skådespelaren Tom Cruise.
- Hiphop-artisten Post Malone.
- Mikrobiologen Carl Woese.
- Kompositören Jimmy van Heusen.